# Список керівників держав 1167 року
Список керівників держав 1167 року — це перелік правителів країн світу 1167 року.
Список керівників держав 1166 року — 1167 рік — Список керівників держав 1168 року — Список керівників держав за роками

## Європа
- Англія
  - Король Англії — Генріх II Короткий Плащ (1154—1189)
- Балканський півострів
  - Боснійський банат — Борич (1154—1167); Кулін (номінально; 1167—1180)
  - Дукля — до 1168 вакантне
  - Рашка — Стефан I Неманя (1166—1196)
- Білорусь
  - Вітебське князівство — Давид Ростиславич (1165—1167)
  - Друцьке князівство — Рогволод Борисович (1162 — після 1171)
  - Полоцьке князівство — Ростислав Глібович (1151—1159; з перервою; 1159—1165/1167); Володар Глібович (1167); Всеслав Василькович (1167 — до 1175)
  - Турівське князівство — Юрій Ярославич (1157—1167/1168)
- Князь Новгородський — Святослав Ростиславич (1161—1168)
- Волзька Болгарія — Отяк (1164—1178)
- Вельс
  - Королівство Гвінед — Овейн ап Гріфід і Гівел IV (1137—1170)
  - Дехейбарт — князь Ріс ап Гріфід (1155—1197)
  - Королівство Повіс — князь Гріфід Майлор I (1160—1191); князь Повіс-Гвенвінвін Овейн Ківейліог (1160—1195)
- Візантійська імперія — Мануїл I (1143—1180)
- Ірландія — верховний король Руайдрі Ва Конхобайр (1166—1198)
  - Айлех — Конхобар мак Муйрхертах мак Лохлайнн (1166—1167); Аед ін Макаем Тойнлеск О'Нейлл (1167—1177)
  - Айргіалла — Доннхад ОКербайлл (1130—1168)
  - Десмонд — Дермод Мор на Кілл Багайн Мак Карті (1143—1185)
  - Дублін (королівство) — Аскалл мак Рагнайлл (1160? — 1170?)
  - Коннахт — Руайдрі О'Конхобайр (1156—1183)
  - Ленстер — Діармайт Мак Мурхада (1126—1171)
  - Король Міде — Діармайт Мак Домнайлл Уа Маел Сехлайнн (1160—1169)
  - Ормонд (Kingdom of Ormond) — Домнал Хуа Кейннейдіг (1164? — 1181)
  - Томонд — король Тойрделбах мак Діармайда О'Бріан (1142—1167); Муйрхертах мак Тойрделбах О'Бріан (1167—1168)
  - Улад — Магнус мак Кон Улан мас Дуїнн Слейбе (1166—1171)
- Італія
  - Арборейський юдикат — Баризон II (1147—1186)
  - Венеційська республіка — дож Вітале II Мікель (1156—1172)
  - Генуезька республіка — консули Енріко Маллоне, Бодоано де Мауро, Корсо Сігісмонді, Оттоне боно дельї Альберічі, Руджеро ді Марабіто, Рубальдо Бісачча, Оберто Спінола, Ланфранко Певере (1167)
  - Кальярський юдикат — П'єтро Торхіторіо III (1163—1188)
  - Лорітелло — Роберт III (1154—1182)
  - Маркграфство Монферрат — Вільгельм V (1137—1191)
  - Салуццо (маркграфство) — Манфред I (1125—1175)
  - Королівство Сицилія — король Вільгельм II Добрий (1166—1189)
  - Князівство Таранто — Вільгельм II Добрий (1157—1189)
  - Торреський юдикат — Баризон II (1154—1190)
  - Принц-єпископство Тренто — Адельпрето II (1156—1177)
  - Маркграфство Фінале — Енріко I дель Карретто (1162—1185)
- Кавказ
  - Цар Картлі, Кахетії та Абхазії Георгій III (1156—1184)
  - Держава Ільдегізідів — Шамс ад-Дін Ільдегіз (1136—1175)
- Німеччина
  - Герцогство Австрія — герцог Генріх II Австрійський (1156—1177)
  - Герцогство Баварія — Генріх Лев (1156—1180)
  - Баденське маркграфство — Герман IV (1160—1190)
  - Берг (герцогство) — Енгельберт I (1160—1169)
  - Берхтесгаден (пробство) — Гейнріх І (1148—1174)
  - Принц-єпископство Бріксен — Оттоне ді Андрехс (1164/1165-1170)
  - Графство Вюртемберг — граф Людвіг II (1158—1181)
  - Архієпископ Зальцбургу — Конрад II фон Бабенберг (1164—1168)
  - Герцогство Каринтія — Герман (1161—1181)
  - Кельнське курфюрство — Райнальд фон Дассель (1158—1167); Філіпп І фон Гайнсберг (1167—1191)
  - Клеве (герцогство) — Дітріх II (1147—1172)
  - Констанц (князівство-єпископство) — Отто II (1165—1174)
  - Крайна (марка) — Енгельберт III (1124—1173)
  - Курпфальц — пфальцграф Конрад (1155/1156-1195)
  - Ландсберг (маркграфство) — Дітріх II (1156—1185)
  - Ліппе-Детмольд — Герман I (1128—1167)
  - Лужицька марка — Оттон II Багатий (1156—1190)
  - Любекське князівство-єпископство — Конрад I Ріддагсхаузен (1163/1164-1172)
  - Архієпископ Майнца Крістіан I фон Бух (1165—1183)
  - Маркграфство Мейсен — Оттон II Багатий (1156/1157-1190)
  - Меранія (герцогство) — Конрад II (1159—1172)
  - Нюрнберг (бургграфство) — Конрад II фон Рабс (1160—1191)
  - Ободрицький союз — герцог Мекленбурга (1166—1178)
  - Маркграфство Бранденбург — Альбрехт I Бранденбурзький (1157—1170)
  - Герцогство Померанія — Казимир I (1156—1180)
  - Померанія-Щецін — Богуслав I (1160/1162-1187)
  - Равенсберг (графство) — Оттон І (1140/1144-1170)
  - Ратцебург (графство) — Бернхард I (1163/1164-1190)
  - Герцогство Саксонія — Генріх Лев (1142—1180)
  - граф Тиролю Беротльд (1165—1180)
  - Фельденц (графство) — Герлах II (1146—1189)
  - Герцогство Швабія — Фрідріх III (1147—1190)
  - Шверін (графство) — Гунцелін I (1161—1185)
- Піренейський півострів
  - Королівство Арагон — Альфонсо II (1164—1197)
  - Королівство Леон — король Леону Галісії та Астурії Фернандо II (1157—1188)
  - Королівство Португалія — король Афонсу I (1139—1185)
  - Королівство Наварра — Санчо VI (1150—1194)
  - Валенсійська тайфа — Мухаммад ібн Марданіс (1147—1172)
  - Майоркська тайфа — Ісхак (1155—1183/1184)
  - Мурсійська тайфа — Мухаммад ібн Марданіс (1147—1172)
- Польща — Болеслав IV Кучерявий (1146—1173)
  - Мазовецьке князівство — Болеслав IV Кучерявий (1138—1173)
  - Сандомирське князівство — Болеслав IV Кучерявий (1166—1173)
  - Сілезьке князівство — Болеслав IV Кучерявий (1146—1173)
- Велике князівство Владимирське — Андрій Боголюбський (1157—1174)
- Муромське князівство — Гліб Ростиславич (повторно) (1161—1177)
- Велике князівство Рязанське — Гліб Ростиславич (повторно) (1161—1177)
  - Трубчевське князівство — Всеволод Буй-Тур (1164—1196)
- Скандинавія
  - король Данії — Вальдемар I Великий (1157—1182)
  - Король Норвегії Маґнус V Ерлінґссон (1161—1184)
  - Швеція — Карл VII Сверкерсон (1161—1167); Кнут I Еріксон (1167—1196)
- Угорське князівство — король Стефан III (1162—1172)
- Україна — Київський князь Ростислав Мстиславич (1161—1167); Мстислав Ізяславич (1167—1169)
  - Білгородське князівство — Мстислав Ізяславич (1163—1167); Мстислав Ростиславич (1167—1171)
  - Буське князівство — Володимир Андрійович (1151? — 1170)
  - Вишгородське князівство — Давид Ростиславич (1167—1180)
  - Волинське князівство — Мстислав Ізяславич (1157—1170)
  - Галицьке князівство — Ярослав Осмомисл (1153—1187)
  - Курське князівство — Ігор Святославич (1164—1178)
  - князь Луцький — Ярослав Ізяславич (1157—1180)
  - Переяславське князівство — Гліб Юрійович (1154—1169)
  - Сіверське князівство — Олег Святославич (1164—1178)
  - Смоленське князівство — Роман Ростиславич (1159—1161; 1161—1171)
  - Чернігівське князівство — Святослав Всеволодович (1164—1177)
    - Стародубське князівство (Сіверщина) — Ярослав Всеволодович (1160—1180)
- Королівство Франція — Людовик VII Молодий (1137—1180)
  - Герцогство Аквітанія — Елеонора I (1137—1204)
  - Арелатське королівство — пфальцграфиня — Беатриса I (1147/1148-1184)
  - Герцогство Бар — Рено II (1149—1170)
  - Графство Булонь — Марія Булонська (1159—1170) і Матьє Ельзаський (1159—1173)
  - Графство Бургундія — Беатріс I (1148—1184)
  - Графство Нант — Констанція I (1166—1201)
  - Бретонське герцогство — Констанція I (1166—1201)
  - Голландія — Флоріс III (1157—1190)
  - Ено (графство) — Балдуїн IV (1120—1171)
  - Жеводан (графство) — Дульса II (1166—1167); Альфонсо II (1167—1196)
  - Графство Ла Марш — Адальберт IV (1145—1178)
  - Лімбург (герцогство) — Генріх II (1139—1167); Генріх III (1167—1221)
  - Нижня Лотарингія — Готфрід III (1142—1190)
  - граф Лувену і маркграф Брюсселю Готфрід III (1142—1190)
  - Люксембург (графство) — Генріх IV (1136—1196)
  - Льєзьке єпископство — Олександр II д'Орей (1164—1167); Рудольф фон Церінген (1167—1191)
  - Графство Мен — Генріх I Плантагенет (1151—1189)
  - Монбельяр (графство) — Амедей II де Монфокон (1163—1195)
  - Монпельє (сеньйорія) — Гільйом VII де Монпельє (1147—1172)
  - Намюр (графство) — Генріх IV (1139—1189)
  - Нормандія — Генріх II Короткий Плащ (1150—1189)
  - Оранж (князівство) — Раймбаут д'Ауренга (1163—1173)
  - Родез (графство) — Гуго II (1154—1208)
  - Савойське графство — Гумберт III (1148—1189)
  - Графство Тулуза — Раймунд V (1148—1194)
  - Урхельське графство — Ерменгол VII (1154—1184)
  - Фландрія — Теодоріх I (1127/1128-1168)
  - Графство Фуа — Роже Бернар I де Фуа (1147/1148-1188)
- Чехія — король Владислав II (1158—1172)
- Шотландія
  - Король Шотландії Вільгельм I (1165—1214)
- Святий Престол; Папська держава — папа римський Олександр III (1159—1181)
- Вселенський патріарх — Лука Хрисоверг (1156—1169)

## Азія
- Візантійська імперія — Мануїл I (1143—1180)
- Близький Схід
  - Антіохійське князівство — Боемунд III (1163—1201)
  - князівство Галілея — Готьє де Сент-Омер (1159—1171)
  - Єрусалимське королівство — Аморі I (1162/1163-1174)
    - каштелян і сеньйор Рамли Гуго д'Ібелін (1150—1170)
    - Сідонська сеньйорія — Жерар Граньє (1164—1171)

  - Графство Триполі — Раймунд III (1152—1187)
  - Яффо-Аскалонське графство — Амальрік I (1151—1174)
  - Артукіди — правитель Хасанкейфа Фахр ад-дін Кара-Арслан ібн Дауд (1144—1167); Мухаммед ібн Кара-Арслан (1167—1185); правитель Мардіна Алпи Наджм ад-дін (1152—1176)
  - Фатіміди — Аль-Адід (1160—1171)
  - Багдадський халіфат — Юсуф аль-Мустанджід Біллах (1160—1170)
  - Іракський султанат Арслан-шах (1161—1171)
  - Зангіди — емір Халеба та Мосула Маудуді ібн Занг (1149—1170)
  - Шаріфат Мекки — Іса ібн Фулайта (1161—1162; 1162—1170)
  - Махдіди — Абд ан-Набі ібн Алі (1163—1174)
  - Румський султанат — Килич-Арслан II (1156—1192)
  - Данішмендиди в Сівасі Шамс ад-Дін Ісмаїл (1166—1168); у Малатьї Фахр ад-Дін Касім (1152? — 1176?)
  - Зіяриди — Нізарі — Нур ад-Дін Мухаммад (1166—1210)
  - Держава Ширваншахів — Ахсітан I (1160—1197)
  - Ділмачогуллари — Девлетшах-бей Ділмачоглу (1146—1192)
  - Іналогуллари — Махмуд-бей (1142—1183)
- Сюнікське царство — Гасан Геракареці (1166—1170)
- Шах-Арменіди — Сокман II Насір ад-Дін (1128—1185)
- Мацнабердське князівство — Кюріке (1145—1170)
- Династія Лі — Лі Ань Тонг (1138—1172)
- Індія і Шрі-Ланка
  - Східні Ганги — Рагхава Дева (1156—1170)
  - магараджахіраджа Гаріяни Акрпала (1128—1167); Прітхвіпала (1167—1189)
  - Гуджарадеша — Кумарапала Соланка (1143—1172)
  - Гаґавадали — Віджаячандра (1155—1169)
  - Гурідський султанат — Абул-Фатіх Ґорі (1163—1202)
  - Джайпур (князівство) — Віалдео (?1146 — ?1179)
  - Джайсалмер (князівство) — Равал Джайсал (1153/1156-1168)
  - Чандела — магараджахіраджа Джеджа-Бхукті Парамарді (1166—1203)
  - Династія Какатіїв — Пратапарудра I (1157/1158-1195)
  - Династія Карнат — Гангадева (1147—1187)
  - самраат Кашмірської держави (Династія Лохара) — Вантідева (1165—1172)
  - Мевар (князівство) — (1165? — ?)
  - Імперія Пала — Говіндапала (1161/1162-1165/1174)
  - Держава Пандья — Куласекара III (1162—1169)
  - Парамара — Віндхіяварман (1160—1193)
  - Полоннарува — Паракрамабаху І (1153—1186)
  - Династія Сена — Балалсена (1159—1179)
  - Династія Тхакурі — Рудрадева II (?—1176)
  - Саканбарі — нріпа Прітхвіраджа II (1165—1169)
  - Династія Сеунів — Амара-маллугі (? — ?)
  - Держава Хойсалів — Нарасімха I (1152—1173)
  - Західні Чалук'ї — Джагадекамалла III (1164—1183)
  - магараджа держави Чеді й Дагали Джаясімха Калачура (1163—1188)
  - Чола — Раджадхіраджа Чола II (1163—1178)
- Індонезія; Південно-Східна Азія
  - Чампа — Джая Харіварман I (1147—1162/1167); Джая Індраварман IV (1167—1190)
  - Кедірі (королівство) — Шрі Сарвешвара (1159—1169)
  - Сунда — до 1175?
  - Кедах (султанат) — Музаффар-шах I (1136—1179)
- Китай; Монголія
  - Далі — Дуань Чженсін (1147—1171)
  - 1-й хан караїтів Ван-Хан (1165—1203)
  - ідикут Кучі — Клич-Кара (?)
  - 1-й хан найманів Інанч-хан (1143—1198)
  - Династія Сун — Чжао Гоу (1127—1169)
  - Західна Ся — Лі Женьсяо (1139—1193)
  - Династія Цзінь — Ваньянь Юн (1161—1189)
  - Монгольське ханство — керівник більшої частини монгольських племен Єсугей-Баатур (1161—1171)
- Корея
  - Корьо — Ийджон (1146—1170)
- Паганське царство — король Кансу I (1112—1167); Наратху (1167—1171)
- Персія і Середня Азія
  - Ахмадили (Ahmadilis) — Ак Сункур II (1134—1169)
  - Баванди — Хасан I (1165—1173)
  - Газневіди — Хосров Малік (1160—1186)
  - Західнокараханідське ханство — Масуд-хан II (1161—1170)
  - Керманський султанат — Тогрул-шах (1156—1170)
  - шах Хорезму — Іл-Арслан (1156—1172)
- Кхмерська імперія — Трібгуванадітьяварман (1166? — 1177)
- Середня Азія
  - Каракитайське ханство — Єлу Пусувань (1163—1177)
  - Східнокараханідське ханство — Мухаммад III Богра-хан (1156—1180)
- Японія — Імператор Рокудзьо (1165—1168)

## Африка
- Альмохади — Абу Якуб Юсуф (1163—1184)
- Кілва (султанат) — Дауд ібн Сулейман (1131—1170)
- Макурія — Мойсей Георгіос (1159—1190)
- Нрі — Езе Нрі Буіфе (між 1158 і 1258)
- Фатіміди — Аль-Адід (1160—1171)

## Північна Америка
- Ацкапоцалько — ? до 1240
- Маяпанська ліга — ? до 1195